# Simon Ligot
Simon Ligot (Namen, 24 maart 1993) is een Belgisch voetballer die sinds 2019 uitkomt voor Solières Sport. Ligot is een verdediger.

## Clubcarrière
Ligot genoot z'n jeugdopleiding bij Standard, waar hij het in 2013 tot de A-kern schopte. Hij werd echter meteen uitgeleend aan het Hongaarse Újpest FC, de club waar de zoon van toenmalig Standard-voorzitter Roland Duchâtelet voorzitter is. Ligot begon het seizoen als basisspeler, maar toen hij na zijn heupblessure terug fit was liet de nieuwe trainer hem niet meer meespelen. Het seizoen daarop werd hij verhuurd aan derdeklasser CS Visé. Op het einde van het seizoen ging de club failliet
In 2015 verliet hij Standard definitief en ondertekende hij een contract voor twee seizoenen bij derdeklasser RFC de Liège. Ligot speelde vier jaar bij de vijfvoudige landskampioen en verhuisde dan naar Solières Sport.